# 法拉爾 (喬治亞州)
法拉爾（英語：Farrar）是位於美國喬治亞州傑斯帕縣的一個非建制地區。該地的面積和人口皆未知。

## 地理
法拉爾的座標為33°27′46″N 83°38′03″W / 33.46278°N 83.63417°W，而該地的平均海拔高度為211米（即692英尺）。